# Richard Petty
Richard "The King" Petty (Level Cross, Randolph megye, Észak-Karolina, 1937. július 2. –) hétszeres Daytona 500 győztes autóversenyző. Lee Petty, az első Daytona 500-as verseny győztesének fia. 35 éves versenykarrierjének (1958-1992) eredményei:  1184 rajt, 7 bajnoki cím (1964., 1967., 1971-1972., 1974-1975., 1979.), 200 győzelem és 123 pole.
Richard Petty a szériaautó-versenyek királya ("The King of Stock Car Racing"), legendás #43-as rajtszám tulajdonosa és számos rekord birtokosa az amerikai NASCAR-ban.  21 éves kora előtt nem engedte apja versenyezni, csak a csapatában, mint szerelő dolgozhatott, így csak 1958-ban futotta legelső profi versenyét. 1959-ben az év újonca lett és karrierje során 200 győzelmet szerzett. Hétszer nyerte meg a NASCAR versenyzők legnagyobb álmát, a Daytona 500-at (1964., 1966., 1971., 1973., 1974., 1979.), valamint hétszeres bajnok is, amit csak Dale Earnhardt tudott rajta kívül véghez vinni. Ő volt az első Stock Car versenyző, aki túllépte az egymillió dolláros keresetet karrierje során. Kilenc alkalommal kapta meg a nagyon megtisztelő "az év legnépszerűbb versenyzője" címet. 1992-ben vonult vissza az aktív versenyzéstől, de mint csapattulajdonos, továbbra is jelen van (Petty Enterprises), amely csapatban fia, Kyle Petty is versenyez, aki az 1979-es bemutatkozása óta már több, mint 750-szer állt rajthoz. A negyedik generációs Petty, Adam Petty is rajthoz állt néhány NASCAR versenyen, de 2000. május 12-én halálos balesetet szenvedett egy edzésen a New Hampshire Motor Speedway-en.
Richard Petty-t a visszavonulása után megjutalmazták a Medal of Freedom-mal, ami a legmagasabb civilnek adható kitüntetés az Amerikai Egyesült Államokban.
Ma már védjegyévé vált az évtizedek óta viselt széles napszemüvege és madártollal ékesített cowboykalapja. 1995-ben indult Észak-Karolina állam miniszteri posztjáért, de ez a terve sikertelennek bizonyult. Ma a nevével fémjelzett autóvezető iskolát üzemeltet (Richard Petty Driving Experience), amely az ország több, mint húsz pályáján megtalálható. Itt az emberek kipróbálhatják a versenyautókat, sőt a versenykörülményekből is ízelítőt kaphatnak.

## Egy tragikus emlék Talladegából
1975-ös esztendő tavaszi versenyén egy megmagyarázhatatlan baleset történt. Richard Petty, aki a legtöbb kört vezette addig, a 141. körben kiviharzott a boxba vörösen izzó kerékcsapágyakkal. Petty sógora és egyben csapat tagja, a mindössze 20 éves Randy Owens átlépett a falon egy túlnyomásos vizes tartállyal, hogy lehűtse az izzó alkatrészt, azonban, amikor kinyitotta a szelepet a kartács felrobbant és 10 méter magasra repítette őt. A pálya belső részére esett vissza, de akkor már halott volt. A balesetben Benny Parson szerelője, Gary Rogers is megsérült a szomszédos boxban.